# Salvatore Auria
Salvatore Auria (Sommatino, 18 ottobre 1916 – Strabatenza, 21 aprile 1944) è stato un partigiano italiano, noto col nome di battaglia di Giulio.
Antifascista, confinato politico, partigiano, insignito di Medaglia d'argento al valor militare alla memoria.

## Biografia
Salvator Rosate Auria. Comunista. Fu arrestato il 16 settembre 1936 come "irriducibile sovversivo" e confinato per 5 anni sull'isola di San Nicola, nelle Tremiti. Venne ripetutamente condannato (a oltre 2 anni di carcere) per essersi sempre rifiutato di fare il saluto romano ("oltraggio e resistenza a pubblico ufficiale,istigazione a delinquere e violazione degli obblighi di confino"). Liberato nell'agosto del 1943, non riuscendo a tornare in Sicilia, raggiunge la Romagna con alcuni compagni di prigionia (Adamo Zanellfti).
Nel 1936 "tentò di formare insieme ad altri una cellula comunista in Sommatino i cui aderenti si riunivano nella bettola gestita dal padre e nella sua bottega, dove venne letta la poesia sovversiva composta dal poeta dialettale dilettante Alfonso Incardona, anch'egli confinato. Allorché i componenti della costituenda cellula furono arrestati il 6 settembre 1936, l'Auria si rese latitante insieme ai comunisti Luigi Auria, Calogero Rindone e Diego Virgone, finché fu sorpreso ed arrestato il 15 settembre successivo. (Salvatore CaNel 1936, tentò di formare insieme ad altri una cellula comunista in Sommatino i cui aderenti si riunivano nella bettola gestita dal padre e nella sua bottega dove venne letta la poesia sovversiva composta dal poeta dialettale dilettante Alfonso Incardona, anch'egli confinato. Allorché i componenti della costituenda cellula furono arrestati il 6 settembre 1936, l'Auria si rese latitante insieme ai comunisti Luigi Auria, Calogero Rindone e Diego Virgone, finché fu sorpreso ed arrestato il 15 settembre successivo." È condannato al confino per attività di propaganda nei confronti dei lavoratori delle miniere di zolfo della zona, assieme agli altri componenti la cellula comunista organizzata dal padre Benedetto: Luigi e Salvatore Auria, Lorenzo Bumbello, Calogero Diana, Alfonso Incardona, Calogero Messina, Giuseppe Trupia, Giovanni Vendra. Salvatore è assegnato alle Tremiti, sull'isola di San Nicola, quindi a Ponza e poi nuovamente alle Tremiti. Liberato il 22 agosto 1943 in seguito alla caduta del fascismo, decise di venire in Romagna insieme all'amico di confino Adamo Zanelli, dove fu tra i primi organizzatori della lotta armata al nazifascismo. Nell'ottobre del 1943, a Pieve di Rivoschio, è comandante (con il nome di battaglia di Giulio) del primo nucleo partigiano, di quella che, in seguito, diverrà l'8a Brigata Garibaldi. In dicembre, quando il comando del gruppo passò a Libero, sarà il commissario politico della formazione, poi, da metà gennaio commissario del gruppo formato da ex prigionieri russi. Morì in combattimento durante il grande rastrellamento tedesco dell’aprile 1944, il 21 aprile, nei pressi di Strabatenza (Bagno di Romagna)